# Leonid Berdítxevski
Leonid Berdítxevski   (Riga, 4 de març de 1945 - 13 de gener de 2020), rus: Леонид Михайлович Бердичевский, fou un artista, escriptor i cineasta letó. Es va graduar a l'Acadèmia Estatal de Cinematografia de Moscou el 1970. Des de 1988, Berdítxevski s'establí a la ciutat canadenca de Toronto. Els seus treballs s'han editat en les publicacions en llengua russa dels Estats Units i el Canadà, i a Internet.